# M. Choufleuri restera chez lui le...
M. Choufleuri restera chez lui le … (deutsch: Herr Blumenkohl bleibt zu Hause am …) ist eine Opernparodie in der Gestalt einer musikalischen Posse (Operette) von Jacques Offenbach nach einem Libretto von M. de St Rémy (Duc de Morny), mit möglichen Beiträgen von Ludovic Halévy, Hector Crémieux und Ernest Lépine (Paris 1861).
Die Uraufführung fand am 31. Mai 1861 in einem geschlossenen Kreis in der Présidence du Corps Législatif im Palais Bourbon in Paris statt, auch Napoleon III. war zugegen. Der Titel (Monsieur C. bleibt zu Hause …) bezieht sich auf die Methode, die zu der Zeit von vornehmen Leuten verwendet wurde, einander einzuladen: Anstatt jemanden direkt einzuladen, wurde eine Nachricht gesendet, dass sie zu einem bestimmten Zeitpunkt zu Hause blieben. Der Empfänger zog dann die (berechtigte) Schlussfolgerung, dass etwas organisiert wurde, zu dem er willkommen war. Die Sänger, die in dem Stück angeblich aufzutreten beabsichtigten – der Tenor Giovanni Battista Rubini, der Bariton Antonio Tamburini und die Sopranistin Henriette Sontag – waren die berühmtesten und erfolgreichsten Sänger ihrer Zeit. Bereits am 17. Oktober 1861 kam in Wien bei Karl Treumann eine deutsche Version auf die Bühne des Quai-Theaters.
Seit den siebziger Jahren des zwanzigsten Jahrhunderts wird der Einakter wieder oft aufgeführt, im deutschen Sprachraum oft unter dem Titel Salon Pitzelberger (Übersetzung: Carl Friedrich Wittmann).

## Handlung
Paris, 24. Januar 1833
Ernestine, die Tochter des Unternehmers Choufleuri, ist gerade aus dem Internat heimgekehrt. Sie empfand sofort eine Liebe zu ihrem Nachbarn, Chrysodule Babylas, einem jungen Komponisten. Ihr Vater darf es jedoch nicht wissen, weil er alles Fremde ablehnt und den Nachbarn auch nicht kennt. Sie haben sich jedoch auf einen Code geeinigt: Wenn Choufleuri nicht zu Hause ist, spielt Ernestine eine Melodie auf dem Klavier, woraufhin Babylas durch das Fenster einsteigt. Zusammen singen sie ein Stück aus seiner neuen Oper, doch dann kommt Choufleuri nach Hause und Babylas steigt durch das Fenster ins Freie.
Choufleuri ist sehr aufgeregt, weil er vorgeben möchte, ein Musikpatron zu sein, und deshalb organisiert er einen Musikabend, zu dem er die weltberühmten Opernsänger Rubini, Tamburini und die Sontag einlädt, damit diese Stücke aus italienischen Opern singen mögen. Seinen belgischen Butler Peterman verkleidet er als englischen Butler mit dem Namen John, der von Choufleuri immer als Jaune ausgesprochen wird, was laut Peterman in Brüssel eine Anspielung ist. Peterman versteht den Geschäftsablauf aber ohnehin nicht.
Dann erhält Choufleuri drei Briefe, von denen zwei unhöflich sind, der dritte jedoch den ärgsten Sprengstoff enthält: Rubini, Tamburini und Sontag sagen die Vorstellung ab.
Ernestine kann spielen und spielt ihre Melodie am Klavier. Babylas kommt prompt herein und Ernestine erzählt, was los ist. Babylas sagt, dass er fast ein Doppelgänger von Rubini sei, Ernestine hat Gesangstalent und kann die Sontag spielen – schließlich kennen die geladenen Gäste sie nicht – und die Rolle des Tamburini muss Choufleuri selbst übernehmen. Die Tatsache, dass alle kein Italienisch sprechen, spielt keine Rolle.
Die Gäste kommen an und nach einigen Missverständnissen beginnt das Konzert. Die drei „Sänger“ geben ein Konzert in spontan improvisiertem Pseudo-Italienisch, die Gäste sind sich dessen nicht bewusst und es wird ein großer Erfolg. Danach flüstert Babylas Choufleuri in sein Ohr, dass er Ernestine heiraten und diese von ihrem Vater eine Mitgift erhalten soll, sonst werde er alle bloßstellen. Choufleuri will seine Manipulation nicht preisgeben und hat keine andere Wahl, als Babylas’ Forderungen zuzustimmen.

## Besetzung der Uraufführung 1861
| Rolle                                          | Stimmlage   | Darsteller             |
| ---------------------------------------------- | ----------- | ---------------------- |
| Choufleuri                                     | Bariton     | Désiré                 |
| Ernestine, seine Tochter                       | Sopran      | Lise Tautin            |
| Chrysodule Babylas, Ernestines Geliebter       | Tenor       | Pierre-Armand Potel    |
| Petermann, belgischer Bedienter von Choufleuri | Tenor       | Georges Dejon-Marchand |
| Balandard, ein Gast                            | Sprechrolle | Debruille-Bache        |
| Madame Balandard, dessen Frau (Transvestit)    | Falsettist  | Léonce                 |
|                                                |             |                        |
| Dirigent                                       |             | Offenbach              |

## Gestaltung

### Orchester
Die Orchesterbesetzung enthält die folgenden Instrumente:
- Holzbläser: zwei Flöten, Oboe, zwei Klarinetten, Fagott
- Blechbläser: zwei Hörner, zwei Trompeten, Posaune
- Pauken, Schlagwerk
- Streicher

### Gliederung der Musiknummern
1. Ouverture
2. Couplets « J'étais vraiment très ignorante » – Ernestine
3. Boléro « Pedro possède une guitare » – Ernestine, Babylas
4. Couplets « En naissant chaque créature » – Petermann
5. Trio « Babylas, Babylas, Babylas » – Ernestine, Babylas, Choufleuri
6. Ensemble « Le plaisir nous invite » – M. und Madame Balandard, Petermann, Chor
7. Trio italien « Italia la bella » – Ernestine, Babylas, Choufleuri, Chor
8. Final « Vraiment votre petite fête » – Alle